# Nasljeđe
Nasljeđe ili hereditet (njem. Heredität, od lat. hereditas), prijenos crta na potomstvo od njihovih roditelja ili predaka. To je proces u kojem stanica ili organizam potomka stječe ili postaje predisponiran za karakteristike stanice ili organizma svojeg roditelja. Nasljeđem se varijacije koje jedinke izražavaju mogu akumulirati i uzrokovati da neke vrste evoluiraju. Proučavanjem nasljeđa u biologiji bavi se genetika, koja uključuje polje epigenetike.

## Više informacija
- genetika
- genski poremećaj
- čvrsto nasljeđivanje
- mekano nasljeđivanje
- heritabilnost
- Mendelovo nasljeđivanje
- čestično nasljeđivanje
- nemendelovsko nasljeđivanje
  - ekstranuklearno nasljeđivanje
  - uniparentalno nasljeđivanje
- epigenetičko nasljeđivanje
- strukturalno nasljeđivanje
- miješano nasljeđivanje
- Zametna plazma, teorija naslijeđa (1893.), August Weismann
- nasljeđivanje stečenih karakteristika

## Vanjske poveznice
- Stanford Encyclopedia of Philosophy entry on Heredity and Heritability